# Max Nick
Max Georg Adolf Nick (* 14. April 1863 in Ulm; † 25. Juni 1941 in Stuttgart-Bad Cannstatt) war ein württembergischer Oberamtmann.

## Leben
Nick, Sohn eines Landgerichtsrats und evangelischer Konfession, studierte von 1881 bis 1885 in Tübingen, unterbrochen durch den Militärdienst von 1882 bis 1883. Er legte 1886 die erste und 1888 die zweite höhere Dienstprüfung ab.
1888 trat er in die württembergische Innenverwaltung ein. Er leitete die Oberämter Tuttlingen von 1898 bis 1904, seit 1903 als Regierungsrat, und Cannstatt von 1904 bis 1919. 1915 leistete er Militärdienst als Hauptmann. Er wurde 1919 Kollegialrat und war von 1921 bis 1930 Oberregierungsrat beim Verwaltungsrat der Gebäudeversicherungsanstalt. 1930 schied er aus dem Dienst aus.

## Ehrungen
- 1906: Ritterkreuz 1. Klasse des Friedrichs-Ordens
- 1913: Ritterkreuz des Ordens der Württembergischen Krone